# Argyll e Bute
Argyll e Bute (gaelico scozzese Earra-Ghaidheal agus Bòd, pronuncia IPA: [ɛrˠəˈɣɛːəlˠ̪ akəs̪ pɔːtʲ]; scots: Argyll an Buit) è una council area e area di luogotenenza della Scozia. Il centro amministrativo è Lochgilphead.
Argyll e Bute risulta la seconda unità amministrativa più ampia di tutta la Scozia. Confina con le Highland, Perth and Kinross, Stirling e West Dunbartonshire. Il suo confine corre lungo il Loch Lomond.

## Storia
L'attuale area amministrativa fu creata nel 1996, quando fu scorporata dalla regione dello Strathclyde, che era uno dei 19 distretti a due livelli creati nel 1975. Argyll e Bute unì gli allora distretti di Argyll e Bute e un ward del distretto di Dumbarton. Quest'ultimo, chiamato "Helensburgh and Lomond", comprendeva il burgh di Helensburgh e consisteva di un'area ad ovest del Loch Lomond, a nord del Firth of Clyde e ad est del Loch Long.
In termini di contee, abolite nel 1975, Argyll e Bute comprende gran parte della contea di Argyll (Argyll meno l'area di Morvern, a nord dell'isola di Mull, che divenne parte della regione Highland nel 1975), parte della contea di Bute (l'isola di Bute) e parte della contea del Dunbartonshire (ward di Helensburgh e Lomond).
Per l'elezione della Camera dei Comuni del Regno Unito, l'area fino al 2024 era compresa nell'omonimo collegio di Argyll and Bute, oggi è coperta da Argyll, Bute and South Lochaber.
Le ultime scene del film di James Bond del 1963, "A 007, dalla Russia con amore", furono filmate intorno ai loch e alle colline di Argyll e Bute.

## Consiglio di Argyll e Bute
Il Consiglio (Council) è composto da trentasei membri. Le elezioni del 2017 hanno visto la vittoria dello Scottish National Party, il partito indipendentista di centro-sinistra attualmente primo partito anche nel resto della Scozia.

## Località
- Achahoish
- Airdeny
- Appin
- Ardbeg
- Arden
- Ardfern
- Aldochlay
- Ardlui
- Ardmay
- Ardpeaton
- Ardrishaig
- Arduaine
- Arrochar
- Barcaldine
- Bellochantuy
- Benderloch
- Blairglas
- Bonawe
- Bowmore
- Cairndow
- Cardross
- Carradale
- Clachan
- Cairnbaan
- Campbeltown
- Clachan of Glendaruel
- Cladich
- Clynder
- Colgrain
- Colintraive
- Connel
- Coulport
- Cove
- Craigendoran
- Craighouse
- Craignure
- Craobh Haven
- Crarae
- Crinan
- Dalavich
- Dalmally
- Druimdrishaig
- Drumlemble
- Duchlage
- Dunbeg
- Dunoon
- Edentaggart
- Faslane Port
- Ford
- Furnace
- Garelochhead
- Geilston
- Glenbarr
- Glenmallan
- Grogport
- Helensburgh
- Innellan
- Inveraray
- Inverbeg
- Inveruglas
- Kames
- Keillmore
- Kilberry
- Kilchenzie
- Kilcreggan
- Kilmadan
- Kilmartin
- Kilmore
- Kilmun
- Kilninver
- Kilmelford
- Lagavulin
- Lochawe
- Lochgair
- Lochgilphead
- Lochgoilhead
- Luss
- Machrihanish
- Millhouse
- Minard
- Muasdale
- Oban
- Ormsary
- Otter Ferry
- Peninver
- Portavadie
- Port Askaig
- Port Bannatyne
- Port Charlotte
- Port Ellen
- Portincaple
- Portnahaven
- Portkil
- Rahane
- Rhu
- Rosneath
- Rothesay
- Saddell
- Salen
- Sandbank
- Shandon
- Skipness
- Southend
- Stewarton
- Strachur
- Succoth
- Tarbert
- Tarbet
- Tayinloan
- Taynuilt
- Tayvallich
- Tighnabruaich
- Tobermory
- Torinturk
- Toward
- Whistlefield
- Whitehouse

## Isole
- Bute
- Cara
- Coll
- Colonsay
- Davaar Island
- Eilean Munde
- Fladda
- Gigha
- Glunimore Island
- Gometra
- Gunna
- Inchmarnock
- Iona
- Islay
- Jura
- Kerrera
- Lismore
- Luing
- Lunga, Treshnish Isles
- Lunga (Firth of Lorn)
- Mull
- Sanda
- Scarba
- Seil
- Sheep Island
- Shuna
- Soa
- Staffa
- Texa
- Tiree
- Ulva